# 神穂町
神穂町（かみほちょう）は、愛知県名古屋市瑞穂区の町名。丁番を持たない単独町名である。住居表示実施済み。

## 地理
名古屋市瑞穂区の南部に位置し、東は荒崎町、西は明前町、北は河岸一丁目、南は南区汐田町と接する。

### 河川
- 山崎川

## 歴史

### 町名の由来
旧町名の神穂通による。かつて熱田神宮の神田があり、初穂を奉納していたことに由来するという説があるという。

### 沿革
- 1990年（平成2年）11月5日 - 瑞穂区神穂通・熱田東町・河岸町・塩入町・妙音通の各一部より、同区神穂町が成立[1]。

## 世帯数と人口
2019年（平成31年）3月1日現在の世帯数と人口は以下の通りである。
| 町丁   | 世帯数  | 人口  |
| ------ | ------- | ----- |
| 神穂町 | 296世帯 | 608人 |

### 人口の変遷
国勢調査による人口の推移
| 1995年（平成7年）  | 550人 | [ 8 ]  |  |
| 2000年（平成12年） | 687人 | [ 9 ]  |  |
| 2005年（平成17年） | 650人 | [ 10 ] |  |
| 2010年（平成22年） | 608人 | [ 11 ] |  |
| 2015年（平成27年） | 585人 | [ 12 ] |  |

## 学区
市立小・中学校に通う場合、学校等は以下の通りとなる。また、公立高等学校に通う場合の学区は以下の通りとなる。
| 番・番地等 | 小学校               | 中学校               | 高等学校 |
| ---------- | -------------------- | -------------------- | -------- |
| 全域       | 名古屋市立穂波小学校 | 名古屋市立田光中学校 | 尾張学区 |

## 交通
- 国道1号
- 愛知県道222号緑瑞穂線（旧東海道）

## 施設
- 国土交通省名四国道事務所
- 穂波コミュニティセンター
- 愛知日野自動車

## その他

### 日本郵便
- 郵便番号 : 467-0847[4]（集配局：瑞穂郵便局[15]）。